# NES Open Tournament Golf
 (octobre 2019).
Si vous disposez d'ouvrages ou d'articles de référence ou si vous connaissez des sites web de qualité traitant du thème abordé ici, merci de compléter l'article en donnant les références utiles à sa vérifiabilité et en les liant à la section « Notes et références ».
NES Open Tournament Golf (au Japon, Mario Open Golf) est un jeu vidéo de golf, sorti sur NES en 1991.

## Système de jeu
Ce jeu introduit les personnages de l'univers de Mario, ce qui signifie que c'est le premier jeu de la série Mario Golf. Le système de jeu est le même que le jeu Golf sur Nes. Seuls Mario et Luigi sont jouables.